# August Lemier
Ludwig Isidor August Lemier (geboren vor 1876; gestorben um 1908) war ein deutscher Großhandels-Kaufmann für Gas-, Wasser- und Dampfleitungen, Erfinder und Verbandsfunktionär.

## Leben und Werk

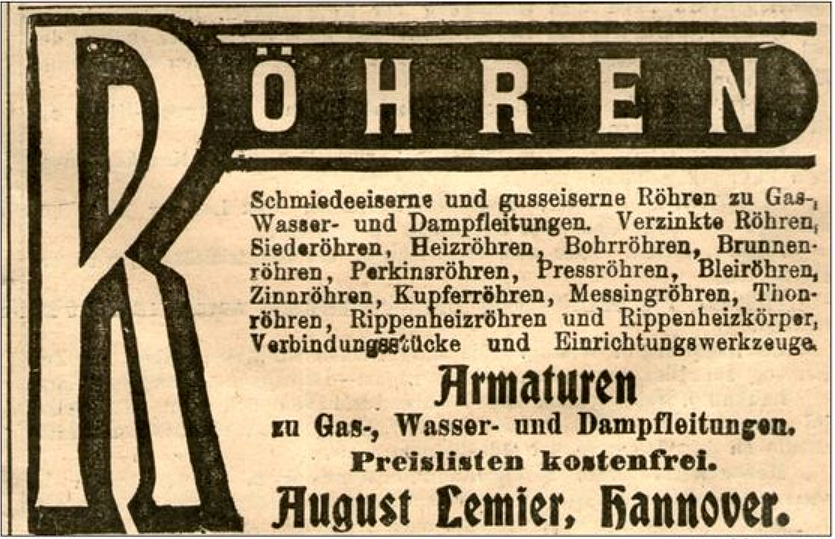
Werbeanzeige von 1906 über verschiedene Röhren sowie Armaturen zu Gas-, Wasser- und Dampfleitungen

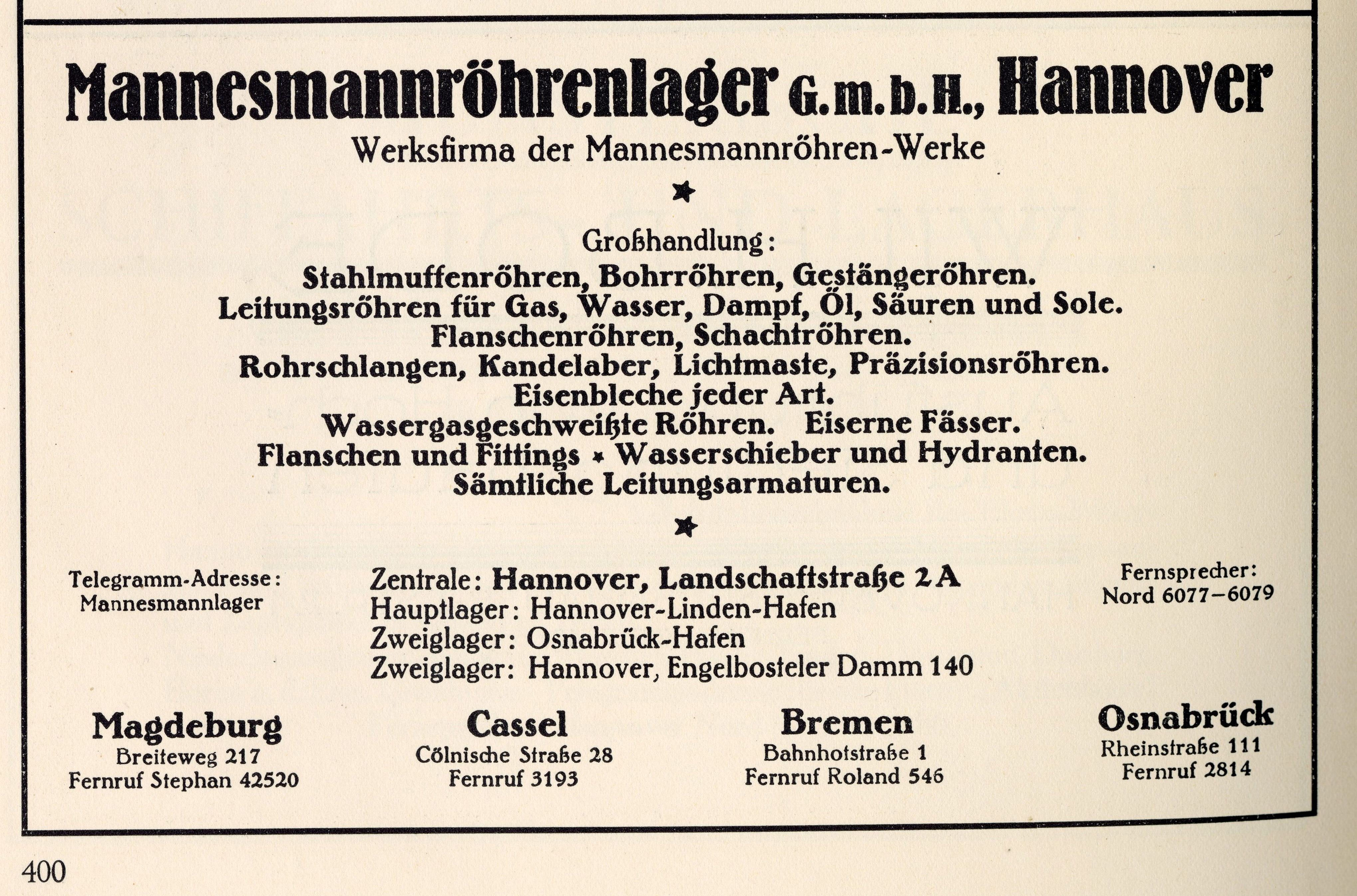
Annonce der Mannesmannröhrenlager G.m.b.H., Hannover, 1920er Jahre, mit dem Zweiglager am Engelbosteler Damm 140

August Lemier begründete 1876 in Hannover gemeinsam mit dem Kaufmann Hugo Langenstraß als Inhaber sowie als Firmen-Assistent das Unternehmen Langenstrass & Lemier, das sich anfänglich mit der Vermittlung von Handels- und Kommissionsgeschäften befasste. Sitz der Firma waren zunächst die im Parterre untergebrachten Geschäftsräume in der Artilleriestrße 10, in dessen drittem Stockwerk Langenstraß als Haushaltsvorstand auch wohnte, während Lemier seinen Wohnsitz in der Fernroderstraße 13 genommen hatte.
Schon nach kurzer Zeit wirkte Lemier, der als der eigentliche Firmengründer des Unternehmens galt, „bahnbrechend für die Spezialisierung des Großhandels in sämtlichen Artikeln für Gas-, Wasser- und Dampfleitungen [... und] verschaffte sich allmählich eine führende Stellung auf diesem Gebiete.“ 1884 bewarb er in der Deutschen Industrie-Zeitung „Bier- und sechseckige verzinnte Messingrohre“ als Spezialität seines Hauses. Ebenfalls 1884 trat „Herr August Lemier, Kaufmann, Fabrik für Gas- und Wasserartikel, Hannover, Breitestr.“ als Genosse dem Deutschen Verein für Gas- und Wasserfachmänner bei.
Wenig später wurde der „Fabrikant von Gas-, Dampf- und Wasserheizungen“ 1887 Mitglied des hannoverschen Bezirksvereins des Vereins Deutscher Ingenieure (VDI).
1893 verfasste August Lemier einen illustrierten Artikel in dem Periodikum Uhland's Verkehrszeitung und industrielle Rundschau über eine von ihm entwickelte Vorrichtung unter der Überschrift „Poseidon selbstschließender Wasserhahn“. Für den rückschlagfreien, selbstschließenden Wasserhahn der Marke Poseidon meldete Lemier beim Deutschen Reichspatentamt zwei Erfindungen an unter den D.R.P.-Nummern 60553 und 62972.
Am 9. April 1895 wurde Lemier, der privat das Gebäude Alleestraße 5 bezog, Eigentümer der Immobilien am Engelbosteler Damm 83 als Hauptgeschäftsstelle seines Unternehmens mit einer Fabrik sowie einem Lager für sämtliche Artikel für Gas-, Wasser- und Kanalisationsanlagen, Dampfleitungen und Zentralheizungen. Zudem unterhielt Lemier eine Filiale in der Münzstraße 2a.
Anfang des 20. Jahrhunderts gelang Lemier die Erfindung eines Absperrventils, das er am 12. Dezember 1901 in der Schweiz zum Patent anmeldete.
Um 1904 leitete August Lemier laut der Kölnischen Volkszeitung sowie der Kartell-Rundschau als Vorsitzender eine sich über das ganze Deutsche Reich erstreckende Vereinigung, deren Ziel die Kartellierung der Gasröhrenhändler war.
Etwa zeitgleich mit dem Tode August Lemiers um 1908 trat an seiner statt Max Lemier als persönlicher Gesellschafter in die Firma August Lemier ein.
1913 oder 1914 – die Firma August Lemier GmbH war mittlerweile im Handelsregister unter der Nummer HR A 754 eingetragen – waren Max Lemier sowie Otto Bertling Inhaber des Unternehmens geworden mit dem Kaufmann Karl Fritzsche als Prokurist. Noch im selben Jahr wurde das Unternehmen als Mannesmannröhren-Lager, G.m.b.H, Hannover eine Werksfirma eine Tochter der Mannesmannröhren-Werke, die das Geschäft dann unter Beibehaltung des Handels mit Fittings und Leitungsarmaturen als ansonsten reine Großröhren-Handlung auf eine breitere Basis stellte. Die neue Firma mit dem zeitweiligen Zusatz „vorm. August Lemier“ und einem auf mehrere Etagen verteilten Lager am Engelbosteler Damm 140 in Hannover, einem Bahnlager mit Gleisanschluss und Geschäftsstellen in Magdeburg, Bremen und Kassel erhielt zudem den Alleinverkauf in Nordwestdeutschland und einen Großteil von Mitteldeutschland für sämtliche Röhrenfabrikate sowie die Produkte der Blechwalzwerke und der Schweißwerke des in Düsseldorf ansässigen Produzenten.
Anfang der 1920er Jahre schuf der Maler Theo Rohrssen eine detailreich illustrierte Zeichnung als Vogelschau über die Gebäude und die Innenhöfe der Mannesmannröhrenlager GmbH am Engelbosteler Damm sowie eine Abfolge von Innenaufnahmen der Büroräume des Unternehmens, deren Klischee für den von dem Senator und Stadtbaurat Paul bearbeiteten Band Hannover 1922 in der Publikationsreihe Deutschlands Städtebau des Deutschen Architektur- und Industrie-Verlags (DARI) durch Ewald Steinmetz & Co. umgesetzt wurde.

Reklame Vereinigte Theater Lichtspiele (VT), darunter das frühere Metropol-Theater an der Oberstraße 7

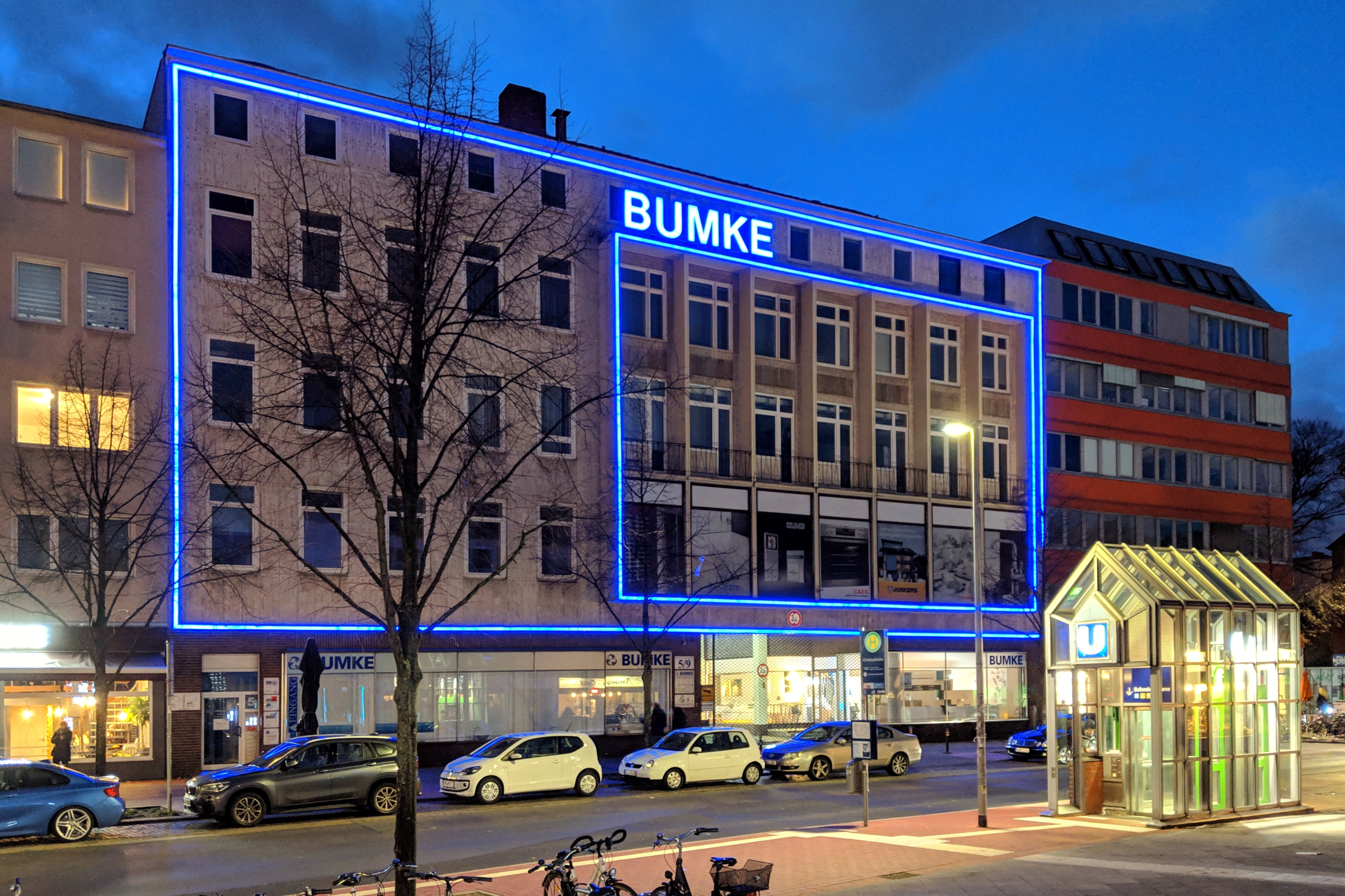
Erleuchteter Neubau der 1950er Jahre an der Straßenfront Engelbosteler Damm 5 vor der U-Bahn-Haltestelle Christuskirche

Inmitten des Zweiten Weltkrieges erwarb die Firma Hermann Albert Bumke das Grundstück am Engelbosteler Damm 140, deren Gebäude nach Teilzerstörung durch die Luftangriffe auf Hannover in der Nachkriegszeit bis 1955 unter der Adresse Engelbosteler Damm 5 wieder aufgebaut wurden, während das Firmengelände später auf rund 9.000 m² vergrößert wurde unter Einbeziehung des Gebäudekomplexes Oberstraße 7, wo zuvor das Metropol-Theater seine Vorstellungen gegeben und in den 1950er Jahren der Filmkaufmann Georg Hugo Will, Schwager der Filmschauspielerin Marlene Dietrich, die Leitung der Metropol-Lichtspiele übernommen hatte.

## Archivalien
An Archivalien von und über August Lemier finden sich beispielsweise
- im Archivgut des Deutschen Museums, Sammlungen, Bestände von Firmenschriften, eine Publikation von August Lemier.[24]